# Szahrak-e Sanati-je Mijandoab
Szahrak-e Sanati-je Mijandoab – osada fabryczna w Iranie, w ostanie Azerbejdżan Zachodni, w szahrestanie Mijandoab. W 2006 roku liczyła 36 mieszkańców.